# فيكتور لوغو
فيكتور لوغو (بالإسبانية: Víctor Lugo)‏ هو لاعب كرة قدم كولومبي، ولد في 15 أبريل 1954. شارك مع منتخب كولومبيا لكرة القدم. أما مع النوادي، فقد لعب مع أمريكا دي كالي.

## وصلات خارجية
- فيكتور لوغو على موقع قاعدة بيانات كرة القدم.إي يو (الإنجليزية)
- فيكتور لوغو على موقع ناشيونال فوتبول تيمز (الإنجليزية)